# Verica Mihajlović
Verica Mihajlović (Foča, 17. decembar 2004) je srpska i bosanskohercegovačka manekenka, televizijska voditeljka i misica. Dobitnica je titula Miss Bosne i Hercegovine 2023, Miss Turizma Srbije 2024 i Diva Tourism World Srbija 2024. Trenutno radi kao voditeljka emisije Kolo sreće na televiziji B92, u okviru produkcijske kuće Emotion.

## Biografija
Verica Mihajlović rođena je 17. decembra 2004. godine u Foča., Bosna i Hercegovina Osnovnu i srednju medicinsku školu završila je u rodnom gradu. Modelingom je počela da se bavi sa 14 godina u agenciji ABC Model Management, gde je aktivno radila četiri godine, učestvujući na brojnim modnim revijama i takmičenjima.
Sa 18 godina osvojila je titulu Miss Earth Bosne i Hercegovine2023, što je označilo početak njene medijske i javne karijere. Ubrzo nakon toga preselila se u Beograd, gde je upisala Fakultet političkih nauka Univerziteta u Beogradu.

### Televizijska karijera
Po dolasku u Beograd, Verica započinje saradnju sa produkcijskom kućom Emotion. Prva emisija koju je vodila bila je 48 sati svadba na televiziji Prva. Od 2024. godine vodi kviz Kolo sreće na televiziji B92, čime postaje jedno od prepoznatljivih lica srpske televizije.

### Takmičenja lepote
Pored titule Miss Earth BiH, Verica je 2024. godine osvojila i titulu Miss Turizma Srbije, kao i Diva Tourism World Srbija 2024, predstavljajući Srbiju na svetskom izboru za mis u Vijetnamu.

### Medijska prisutnost
Verica Mihajlović je aktivna na društvenim mrežama, posebno na Instagramu, gde je prati više od 89.000 ljudi. Poznata je po svom autentičnom stilu i angažovanju u modnoj, televizijskoj i digitalnoj sferi.

## Izvori
- https://b92.tv/emisija/462/kolo-srece
- https://www.instagram.com/mihajlovic_v
- https://katera.news/lat/verica-mihajlovic-iz-foce-odnedavno-zivi-svoj-san
- https://www.blic.rs/vesti/republika-srpska/verica-pleni-prirodnom-lepotom-i-nikoga-ne-ostavlja-ravnodusnim-zanosna-devojka-iz/dnc60tp
- https://www.prva.rs/showbiz/vesti/5967/miki-duricic-dobio-zamenu-u-48-sati-svadba-umesto-voditelja-na-malim-ekranima-pojavila-se-ova-lepotica/vest

## Galerija
- Verica Mihajlović Miss Tourism Serbia 2024
- Verica Mihajlović
- Verica Mihajlović